# كتيبة دونباس
الكتيبة الثانية للمهمة الخاصة «دونباس» (بالأوكرانية: 2-й батальйон спеціального призначення НГУ «Донбас»)‏ هي وحدة من الحرس الوطني لأوكرانيا تابعة ل وزارة الشؤون الداخلية لأوكرانيا ومقرها سيفيرودونيتسك. تم إنشاؤه في الأصل عام 2014 كوحدة تطوعية تسمى كتيبة دونباس بواسطة المني سيمينشينكو بعد الاحتلال الروسي لشبه جزيرة القرم والغزو المحتمل لأوكرانيا في ذلك الوقت. بدأ تشكيل الوحدة في ربيع عام 2014 خلال اضطرابات 2014 الموالية لروسيا في أوكرانيا. تم تشكيل الوحدة في البداية كقوة مستقلة، ولكن تم دمجها بالكامل منذ ذلك الحين في الحرس الوطني باعتبارها الكتيبة الثانية ذات الأغراض الخاصة «دونباس» ضمن الفوج الخامس عشر من الحرس الوطني.

## انتهاكات حقوق الإنسان
أفادت بعثة الأمم المتحدة المراقبة في أوكرانيا أنه خلال معركة إيلوفيسك شاركت كتيبة دونباس في إساءة معاملة وتعذيب السكان الذكور في المدينة الذين تتراوح أعمارهم بين 30 و 66 عامًا. وفي الفترة من 18 إلى 28 أغسطس 2014 تم حبس غالبية الضحايا في المدرسة رقم 14 من قبل أعضاء كتيبة دونباس. قد ترقى ظروف الحبس إلى حد المعاملة السيئة. فيما وثق مفوض الأمم المتحدة السامي لحقوق الإنسان حالات التعذيب قال جميع المحتجزين الذين قابلهم ضباط الأمم المتحدة إنهم تعرضوا للضرب بنية انتزاع اعترافات عن قوات المتمردين.

## روابط خارجية
- قائد كتيبة دونباس: الآن، سيأخذ الانفصاليون كل ما نسمح لهم بالتقاطه (فيديو)